# Божер-Сіті (Луїзіана)
Божер-Сіті (англ. Bossier City) — місто (англ. city) в США, в окрузі Боссьєр штату Луїзіана. Населення — 62 701 особа (2020).

## Географія
Божер-Сіті розташований за координатами 32°31′25″ пн. ш. 93°39′20″ зх. д. / 32.52361° пн. ш. 93.65556° зх. д. (32.523661, -93.655590).  За даними Бюро перепису населення США в 2010 році місто мало площу 111,77 км², з яких 109,66 км² — суходіл та 2,11 км² — водойми.

## Демографія
Згідно з переписом 2010 року, у місті мешкало 61 315 осіб у 23 866 домогосподарствах у складі 15 699 родин. Густота населення становила 549 осіб/км².  Було 25579 помешкань (229/км²).
Расовий склад населення:
| - 65,4 % — білих - 25,6 % — чорних або афроамериканців - 2,0 % — азіатів - 0,5 % — корінних американців - 0,2 % — вихідців з тихоокеанських островів - 3,5 % — осіб інших рас |

До двох чи більше рас належало 2,7 %. Частка іспаномовних становила 8,1 % від усіх жителів.
За віковим діапазоном населення розподілялося таким чином: 26,1 % — особи молодші 18 років, 61,7 % — особи у віці 18—64 років, 12,2 % — особи у віці 65 років та старші. Медіана віку мешканця становила 32,6 року. На 100 осіб жіночої статі у місті припадало 95,6 чоловіків;  на 100 жінок у віці від 18 років та старших — 91,7 чоловіків також старших 18 років.
Середній дохід на одне домашнє господарство  становив 63 780 доларів США (медіана — 47 342), а середній дохід на одну сім'ю — 77 205 доларів (медіана — 61 296). Медіана доходів становила 44 421 долар для чоловіків та 34 985 доларів для жінок. За межею бідності перебувало 16,7 % осіб, у тому числі 24,5 % дітей у віці до 18 років та 8,7 % осіб у віці 65 років та старших.
Цивільне працевлаштоване населення становило 29 153 особи. Основні галузі зайнятості: освіта, охорона здоров'я та соціальна допомога — 25,4 %, мистецтво, розваги та відпочинок — 12,4 %, роздрібна торгівля — 12,0 %.